# 中国文物保护技术协会
中国文物保护技术协会是中华人民共和国文物保护科技工作者组成的全国性、学术性、非营利性社会团体，由中国科学技术协会主管，1980年12月成立。